# Torneo de Marruecos 2022
El Grand Prix SAR La Princesse Lalla Meryem de 2022 fue un torneo profesional de tenis femenino jugado en canchas de arcilla. Fue la vigéisma edición del torneo que formó parte de los torneos internacionales del 2022 de la WTA. Después de dos años en los que la Pandemia de COVID-19 obligó su suspensión, el torneo volvió a disputarse en 2022. Se llevó a cabo en Rabat, Marruecos entre el 15 y el 21 de mayo de 2022.

## Distribución de puntos
| Modalidad           | Campeona | Finalista | Semifinales | Cuartos de final | 2ª ronda | 1ª ronda | Clasificadas | 2ª ronda de clasificación | 1ª ronda de clasificación |
| Individual femenino | 280      | 180       | 110         | 60               | 30       | 1        | 18           | 12                        | 1                         |
| Dobles femenino     | 280      | 180       | 110         | 60               | -        | 1        | -            | -                         | -                         |

## Cabezas de serie

### Individuales femenino
| Tenista          | Ranking | Preclasificada |
| Garbiñe Muguruza | 10      | 1              |
| Ajla Tomljanovic | 41      | 2              |
| Nuria Párrizas   | 51      | 3              |
| Mayar Sherif     | 62      | 4              |
| Anna Bondár      | 69      | 5              |
| Qinwen Zheng     | 73      | 6              |
| Arantxa Rus      | 74      | 7              |
| Anna Kalínskaya  | 75      | 8              |
| Rebecca Peterson | 77      | 9              |

- Ranking del 15 de mayo de 2022.[2]

### Dobles femenino
| Tenista                            | Ranking | Preclasificada |
| Eri Hozumi Makoto Ninomiya         | 87      | 1              |
| Aleksandra Panova Monica Niculescu | 114     | 2              |
| Kamila Rakhimova Natela Dzalamidze | 115     | 3              |
| Kristina Mladenovic Ena Shibahara  | 123     | 4              |
| Ulrikke Eikeri Catherine Harrison  | 128     | 5              |

## Campeonas

### Individual femenino
Martina Trevisan venció a  Claire Liu por 6-2, 6-1

### Dobles femenino
Eri Hozumi /  Makoto Ninomiya vencieron a  Monica Niculescu /  Alexandra Panova por 6-7(7), 6-3, [10-8]